# Jaime Valencia
Jaime Valencia (1916 – 2010) fue un pintor y escultor ecuatoriano. Estudió arte en la Escuela de Bellas Artes.  Obtuvo el premio al tercer lugar en el concurso Mariano Aguilera en 1957 y el premio al primer lugar al año siguiente. Su obra ha sido expuesta en toda Latinoamérica. Valencia esculpió la fachada principal de la Casa de la Cultura Ecuatoriana Benjamín Carrión en Quito.  También esculpió los bustos de dos expresidentes de Ecuador que se encuentran en la esquina de las calles Amazonas y George Washington en Quito. Nació en Quito.